# Őrbottyán, Pesta
Őrbottyán  este un sat în districtul Vác, județul Pesta, Ungaria, având o populație de 6.801 locuitori (2011). 

## Demografie
Componența etnică a satului Őrbottyán
     Maghiari (97,13%)
     Necunoscut (0,87%)
     Alții (2%)
Componența confesională a satului Őrbottyán
     Romano-catolici (27,98%)
     Fără religie (19,86%)
     Reformați (15,63%)
     Atei (2,75%)
     Luterani (2,06%)
     Necunoscută (30,88%)
     Alte religii (4,78%)
Conform recensământului din 2011, satul Őrbottyán avea 6.801 locuitori. Din punct de vedere etnic, majoritatea locuitorilor (97,13%) erau maghiari. Apartenența etnică nu este cunoscută în cazul a 0,87% din locuitori. Nu există o religie majoritară, locuitorii fiind romano-catolici (27,98%), persoane fără religie (19,86%), reformați (15,63%), atei (2,75%) și luterani (2,06%). Pentru 30,88% din locuitori nu este cunoscută apartenența confesională.